# Pouzolzia formicaria
Pouzolzia formicaria är en nässelväxtart som först beskrevs av Poeppig och Hugh Algernon Weddell, och fick sitt nu gällande namn av Hugh Algernon Weddell. Pouzolzia formicaria ingår i släktet Pouzolzia och familjen nässelväxter. Inga underarter finns listade i Catalogue of Life.